# Anthurium barrieri
Anthurium barrieri là một loài thực vật có hoa trong họ Ráy (Araceae). Loài này được Croat, Scherber. & G.Ferry mô tả khoa học đầu tiên năm 2006.